# 대한민국의 고속도로 영업소 목록
이 문서는 대한민국 고속도로 내에 있는 영업소 목록이다. 고속도로 영업소는 요금소 옆에 위치해 있으며 고속도로 시·종착지 또는 나들목에 위치해 있다.

## 경부

### 고속도로 제1호선
| 고속도로     | 영업소 이름          | 주소                                             | 운영사       |
| ------------ | -------------------- | ------------------------------------------------ | ------------ |
| 경부고속도로 | 부산영업소           | 부산광역시 금정구 고분로 148                     | 한국도로공사 |
| 경부고속도로 | 노포영업소           | 부산광역시 금정구 고분로93번길 51                | 한국도로공사 |
| 경부고속도로 | 양산영업소           | 경상남도 양산시 상북면 와곡2길 12-1              | 한국도로공사 |
| 경부고속도로 | 통도사하이패스영업소 | 경상남도 양산시 하북면 경부고속도로 31           | 한국도로공사 |
| 경부고속도로 | 통도사영업소         | 울산광역시 울주군 삼남읍 반구대로 80             | 한국도로공사 |
| 경부고속도로 | 서울산영업소         | 울산광역시 울주군 삼남읍 반구대로 760            | 한국도로공사 |
| 경부고속도로 | 활천영업소           | 울산광역시 울주군 두서면 활천내와로 30-25        | 한국도로공사 |
| 경부고속도로 | 경주영업소           | 경상북도 경주시 서라벌대로 484                   | 한국도로공사 |
| 경부고속도로 | 건천영업소           | 경상북도 경주시 건천읍 단석로 1805-21            | 한국도로공사 |
| 경부고속도로 | 영천영업소           | 경상북도 영천시 영천아이시로 171                 | 한국도로공사 |
| 경부고속도로 | 경산영업소           | 경상북도 경산시 진량읍 대학로 853-35             | 한국도로공사 |
| 경부고속도로 | 북대구영업소         | 대구광역시 북구 서변남로 121                     | 한국도로공사 |
| 경부고속도로 | 칠곡물류영업소       | 경상북도 칠곡군 지천면 경부고속도로 151          | 한국도로공사 |
| 경부고속도로 | 왜관영업소           | 경상북도 칠곡군 왜관읍 칠곡대로 1779-60          | 한국도로공사 |
| 경부고속도로 | 남구미영업소         | 경상북도 구미시 경부고속도로 168                 | 한국도로공사 |
| 경부고속도로 | 구미영업소           | 경상북도 구미시 경부고속도로 172                 | 한국도로공사 |
| 경부고속도로 | 동김천영업소         | 경상북도 김천시 남면 경부고속도로 192            | 한국도로공사 |
| 경부고속도로 | 김천영업소           | 경상북도 김천시 경부고속도로 201                 | 한국도로공사 |
| 경부고속도로 | 추풍령영업소         | 경상북도 김천시 봉산면 경부고속도로 214          | 한국도로공사 |
| 경부고속도로 | 황간영업소           | 충청북도 영동군 황간면 영동황간로 1516-81        | 한국도로공사 |
| 경부고속도로 | 영동영업소           | 충청북도 영동군 용산면 용산로 456-93             | 한국도로공사 |
| 경부고속도로 | 금강영업소           | 충청북도 옥천군 동이면 우산로 319                | 한국도로공사 |
| 경부고속도로 | 금강휴게소영업소     | 충청북도 옥천군 동이면 금강로 596                | 한국도로공사 |
| 경부고속도로 | 옥천영업소           | 충청북도 옥천군 옥천읍 중앙로 117-50             | 한국도로공사 |
| 경부고속도로 | 대전영업소           | 대전광역시 대덕구 동서대로 1855                  | 한국도로공사 |
| 경부고속도로 | 신탄진영업소         | 대전광역시 대덕구 덕암로 207                     | 한국도로공사 |
| 경부고속도로 | 남청주영업소         | 충청북도 청주시 서원구 남이면 경부고속도로 25    | 한국도로공사 |
| 경부고속도로 | 청주영업소           | 충청북도 청주시 흥덕구 경부고속도로 305          | 한국도로공사 |
| 경부고속도로 | 옥산영업소           | 충청북도 청주시 흥덕구 옥산면 경부고속도로 310   | 한국도로공사 |
| 경부고속도로 | 목천영업소           | 충청남도 천안시 동남구 목천읍 종합휴양지로 58-32 | 한국도로공사 |
| 경부고속도로 | 천안영업소           | 충청남도 천안시 동남구 만남로 164-1              | 한국도로공사 |
| 경부고속도로 | 북천안영업소         | 충청남도 천안시 서북구 성거읍 도토성길 146       | 한국도로공사 |
| 경부고속도로 | 안성영업소           | 경기도 안성시 공도읍 승진길 37                   | 한국도로공사 |
| 경부고속도로 | 남사진위영업소       | 경기도 용인시 처인구 남사읍 용구대로 38          | 한국도로공사 |
| 경부고속도로 | 오산영업소           | 경기도 오산시 원동로 105                         | 한국도로공사 |
| 경부고속도로 | 기흥동탄영업소       | 경기도 용인시 기흥구 경부고속도로 387            | 한국도로공사 |
| 경부고속도로 | 기흥영업소           | 경기도 용인시 기흥구 기흥단지로 7                | 한국도로공사 |
| 경부고속도로 | 수원신갈영업소       | 경기도 용인시 기흥구 하갈로 240                  | 한국도로공사 |
| 경부고속도로 | 서울영업소           | 경기도 성남시 분당구 대왕판교로 240              | 한국도로공사 |
| 경부고속도로 | 판교영업소           | 경기도 성남시 분당구 대왕판교로 579              | 한국도로공사 |
| 경부고속도로 | 대왕판교영업소       | 경기도 성남시 수정구 달래내로 52                 | 한국도로공사 |

## 남북

### 고속도로 제15호선
| 고속도로       | 영업소 이름        | 주소                                           | 운영사       |
| -------------- | ------------------ | ---------------------------------------------- | ------------ |
| 서해안고속도로 | 일로영업소         | 전라남도 무안군 일로읍 문화로 690-10           | 한국도로공사 |
| 서해안고속도로 | 목포영업소         | 전라남도 무안군 일로읍 서해안고속도로 8        | 한국도로공사 |
| 서해안고속도로 | 무안영업소         | 전라남도 무안군 무안읍 서해안고속도로 24       | 한국도로공사 |
| 서해안고속도로 | 함평영업소         | 전라남도 함평군 함평읍 서해안고속도로 34       | 한국도로공사 |
| 서해안고속도로 | 영광영업소         | 전라남도 영광군 대마면 서해안고속도로 59       | 한국도로공사 |
| 서해안고속도로 | 고창영업소         | 전북특별자치도 고창군 고창읍 서해안고속도로 76 | 한국도로공사 |
| 서해안고속도로 | 선운산영업소       | 전북특별자치도 고창군 흥덕면 서해안고속도로 84 | 한국도로공사 |
| 서해안고속도로 | 줄포영업소         | 전북특별자치도 부안군 줄포면 반월제길 59       | 한국도로공사 |
| 서해안고속도로 | 부안영업소         | 전북특별자치도 부안군 동진면 신광로 22-25      | 한국도로공사 |
| 서해안고속도로 | 서김제영업소       | 전북특별자치도 김제시 성덕면 만경로 374-69     | 한국도로공사 |
| 서해안고속도로 | 동군산영업소       | 전북특별자치도 군산시 대야면 금만로 1849       | 한국도로공사 |
| 서해안고속도로 | 군산영업소         | 전북특별자치도 군산시 성산면 구암로 560        | 한국도로공사 |
| 서해안고속도로 | 서천영업소         | 충청남도 서천군 서천읍 서해안고속도로 159      | 한국도로공사 |
| 서해안고속도로 | 춘장대영업소       | 충청남도 서천군 비인면 서해안고속도로 174      | 한국도로공사 |
| 서해안고속도로 | 무창포영업소       | 충청남도 보령시 웅천읍 무창포로 195            | 한국도로공사 |
| 서해안고속도로 | 대천영업소         | 충청남도 보령시 황골길 25                      | 한국도로공사 |
| 서해안고속도로 | 광천영업소         | 충청남도 보령시 천북면 서해안고속도로 214      | 한국도로공사 |
| 서해안고속도로 | 홍성영업소         | 충청남도 홍성군 갈산면 서해안고속도로 226      | 한국도로공사 |
| 서해안고속도로 | 해미영업소         | 충청남도 서산시 해미면 한티로 30-63            | 한국도로공사 |
| 서해안고속도로 | 서산영업소         | 충청남도 서산시 운산면 운암로 914-33           | 한국도로공사 |
| 서해안고속도로 | 당진영업소         | 충청남도 당진시 송악읍 반촌로 224              | 한국도로공사 |
| 서해안고속도로 | 송악영업소         | 충청남도 당진시 송악읍 구래길 245              | 한국도로공사 |
| 서해안고속도로 | 행담도휴게소영업소 | 충청남도 당진시 신평면 매산리 504-4            | 한국도로공사 |
| 서해안고속도로 | 서평택영업소       | 경기도 평택시 포승읍 포승향남로 194-88         | 한국도로공사 |
| 서해안고속도로 | 발안영업소         | 경기도 화성시 팔탄면 3.1만세로 879-40          | 한국도로공사 |
| 서해안고속도로 | 비봉영업소         | 경기도 화성시 비봉면 화성로 2011               | 한국도로공사 |
| 서해안고속도로 | 매송영업소         | 경기도 화성시 매송면 푸른들판로 2060           | 한국도로공사 |
| 서해안고속도로 | 서서울영업소       | 경기도 안산시 상록구 장하로 141-2              | 한국도로공사 |

### 고속도로 제17호선
| 고속도로         | 영업소 이름       | 주소                                                          | 운영사                      |
| ---------------- | ----------------- | ------------------------------------------------------------- | --------------------------- |
| 평택파주고속도로 | 평택영업소        | 경기도 평택시 청북읍 백봉길 178-54                            | 한국도로공사 & 경기고속도로 |
| 평택파주고속도로 | 북평택영업소      | 경기도 평택시 청북읍 율북로 176                               | 경기고속도로                |
| 평택파주고속도로 | 양감영업소        | 경기도 화성시 양감면 발안양감로 944-45                        | 경기고속도로                |
| 평택파주고속도로 | 향남영업소        | 경기도 화성시 향남읍 발안로 825                               | 경기고속도로                |
| 평택파주고속도로 | 정남영업소        | 경기도 화성시 정남면 세자로 197                               | 경기고속도로                |
| 평택파주고속도로 | 봉담영업소        | 경기도 화성시 봉담읍 새말안길 59-14                           | 경기고속도로                |
| 평택파주고속도로 | 금곡영업소        | 경기도 수원시 권선구 서수원로 722                             | 수도권서부고속도로          |
| 평택파주고속도로 | 동안산·당수영업소 | 경기도 수원시 권선구 수인로622번길 17                         | 수도권서부고속도로          |
| 평택파주고속도로 | 남군포영업소      | 경기도 군포시 번영로 147-95                                   | 수도권서부고속도로          |
| 평택파주고속도로 | 동시흥영업소      | 경기도 시흥시 수인로2426번길 14-21                            | 수도권서부고속도로          |
| 평택파주고속도로 | 남광명영업소      | 경기도 광명시 가학로 119                                      | 수도권서부고속도로          |
| 평택파주고속도로 | 흥도영업소        | 경기도 고양시 덕양구 수원문산고속도로 49                      | 서울문산고속도로            |
| 평택파주고속도로 | 고양영업소        | 경기도 고양시 덕양구 수원문산고속도로 52-1                    | 서울문산고속도로            |
| 평택파주고속도로 | 고양분기점영업소  | 경기도 고양시 덕양구 수원문산고속도로 56, 수원문산고속도로 57 | 서울문산고속도로            |
| 평택파주고속도로 | 사리현영업소      | 경기도 고양시 일산동구 수원문산고속도로 60-1                  | 서울문산고속도로            |
| 평택파주고속도로 | 북고양·설문영업소 | 경기도 고양시 일산동구 고봉로770번길 82                       | 서울문산고속도로            |
| 평택파주고속도로 | 금촌영업소        | 경기도 파주시 중앙로 129                                      | 서울문산고속도로            |
| 평택파주고속도로 | 월롱영업소        | 경기도 파주시 월롱면 수원문산고속도로 73                      | 서울문산고속도로            |
| 평택파주고속도로 | 산단영업소        | 경기도 파주시 월롱면 수원문산고속도로 78                      | 서울문산고속도로            |

### 고속도로 제25호선
| 고속도로         | 영업소 이름      | 주소                                          | 운영사           |
| ---------------- | ---------------- | --------------------------------------------- | ---------------- |
| 호남고속도로     | 서순천영업소     | 전라남도 순천시 서면 남해고속도로 122         | 한국도로공사     |
| 호남고속도로     | 승주영업소       | 전라남도 순천시 승주읍 호남고속도로 10        | 한국도로공사     |
| 호남고속도로     | 주암송광사영업소 | 전라남도 순천시 주암면 호남고속도로 21        | 한국도로공사     |
| 호남고속도로     | 석곡영업소       | 전라남도 곡성군 석곡면 호남고속도로 30        | 한국도로공사     |
| 호남고속도로     | 곡성영업소       | 전라남도 곡성군 삼기면 호남고속도로 42        | 한국도로공사     |
| 호남고속도로     | 옥과영업소       | 전라남도 곡성군 오산면 호남고속도로 54        | 한국도로공사     |
| 호남고속도로     | 창평영업소       | 전라남도 담양군 창평면 신기길 21              | 한국도로공사     |
| 호남고속도로     | 동광주영업소     | 광주광역시 북구 호남고속도로 70               | 한국도로공사     |
| 호남고속도로     | 광주영업소       | 전라남도 장성군 남면 호남고속도로 90          | 한국도로공사     |
| 호남고속도로     | 장성영업소       | 전라남도 장성군 장성읍 호남고속도로 94        | 한국도로공사     |
| 호남고속도로     | 백양사영업소     | 전라남도 장성군 북이면 호남고속도로 111       | 한국도로공사     |
| 호남고속도로     | 내장산영업소     | 전라북도 정읍시 입암면 가리대1길 38-25        | 한국도로공사     |
| 호남고속도로     | 정읍영업소       | 전북특별자치도 정읍시 벚꽃로 164-57           | 한국도로공사     |
| 호남고속도로     | 태인영업소       | 전북특별자치도 정읍시 태인면 석지로 1302      | 한국도로공사     |
| 호남고속도로     | 금산사영업소     | 전북특별자치도 김제시 금산면 봉남로 130       | 한국도로공사     |
| 호남고속도로     | 김제영업소       | 전북특별자치도 김제시 금구면 대송로 494-24    | 한국도로공사     |
| 호남고속도로     | 서전주영업소     | 전북특별자치도 완주군 이서면 호남고속도로 164 | 한국도로공사     |
| 호남고속도로     | 전주영업소       | 전북특별자치도 전주시 덕진구 동부대로 1723    | 한국도로공사     |
| 호남고속도로     | 삼례영업소       | 전북특별자치도 익산시 왕궁면 학호2길 7        | 한국도로공사     |
| 호남고속도로     | 익산영업소       | 전북특별자치도 완주군 봉동읍 호남고속도로 185 | 한국도로공사     |
| 논산천안고속도로 | 남논산영업소     | 충청남도 논산시 연무읍 논산천안고속도로 375   | 천안논산고속도로 |
| 논산천안고속도로 | 연무강경영업소   | 충청남도 논산시 연무읍 동안로 419             | 천안논산고속도로 |
| 논산천안고속도로 | 서논산영업소     | 충청남도 논산시 성동면 대백제로 3933-95       | 천안논산고속도로 |
| 논산천안고속도로 | 탄천영업소       | 충청남도 공주시 탄천면 논산천안고속도로 26    | 천안논산고속도로 |
| 논산천안고속도로 | 남공주영업소     | 충청남도 공주시 논산천안고속도로 40           | 천안논산고속도로 |
| 논산천안고속도로 | 정안영업소       | 충청남도 공주시 정안면 논산천안고속도로 64    | 천안논산고속도로 |
| 논산천안고속도로 | 남풍세영업소     | 충청남도 천안시 동남구 풍세면 가송로 130-69   | 천안논산고속도로 |
| 논산천안고속도로 | 풍세영업소       | 충청남도 천안시 동남구 풍세면 미죽6길 40      | 천안논산고속도로 |
| 논산천안고속도로 | 남천안영업소     | 충청남도 천안시 동남구 목천읍 천안대로 31     | 천안논산고속도로 |

### 고속도로 제27호선
| 고속도로         | 영업소 이름        | 주소                                        | 운영사       |
| ---------------- | ------------------ | ------------------------------------------- | ------------ |
| 순천완주고속도로 | 동순천서광양영업소 | 전라남도 광양시 광양읍 순천완주고속도로 1   | 한국도로공사 |
| 순천완주고속도로 | 황전영업소         | 전라남도 순천시 황전면 순천완주고속도로 26  | 한국도로공사 |
| 순천완주고속도로 | 구례화엄사영업소   | 전라남도 구례군 용방면 순천완주고속도로 38  | 한국도로공사 |
| 순천완주고속도로 | 서남원영업소       | 전라북도 남원시 송동면 순천완주고속도로 54  | 한국도로공사 |
| 순천완주고속도로 | 북남원영업소       | 전라북도 남원시 대산면 순천완주고속도로 64  | 한국도로공사 |
| 순천완주고속도로 | 오수영업소         | 전라북도 임실군 오수면 순천완주고속도로 77  | 한국도로공사 |
| 순천완주고속도로 | 임실영업소         | 전라북도 임실군 성수면 순천완주고속도로 85  | 한국도로공사 |
| 순천완주고속도로 | 상관영업소         | 전라북도 완주군 상관면 순천완주고속도로 103 | 한국도로공사 |
| 순천완주고속도로 | 동전주영업소       | 전라북도 전주시 덕진구 수곡길 33-50         | 한국도로공사 |

### 고속도로 제29호선
| 고속도로         | 영업소 이름      | 주소                                       | 운영사                          |
| ---------------- | ---------------- | ------------------------------------------ | ------------------------------- |
| 세종포천고속도로 | 중랑영업소       | 서울특별시 중랑구 구리포천고속도로 3       | 한국도로공사 & 서울북부고속도로 |
| 세종포천고속도로 | 갈매동구릉영업소 | 경기도 구리시 구리포천고속도로 8           | 한국도로공사 & 서울북부고속도로 |
| 세종포천고속도로 | 남별내영업소     | 경기도 남양주시 별내면 구리포천고속도로 11 | 한국도로공사 & 서울북부고속도로 |
| 세종포천고속도로 | 동의정부영업소   | 경기도 의정부시 송산로 942-112             | 한국도로공사 & 서울북부고속도로 |
| 세종포천고속도로 | 민락영업소       | 경기도 의정부시 민락로298번길 114          | 한국도로공사 & 서울북부고속도로 |
| 세종포천고속도로 | 소흘영업소       | 경기도 포천시 소흘읍 거친봉이길 15-5       | 한국도로공사 & 서울북부고속도로 |
| 세종포천고속도로 | 선단영업소       | 경기도 포천시 가산면 오성한음로 160        | 한국도로공사 & 서울북부고속도로 |
| 세종포천고속도로 | 포천영업소       | 경기도 포천시 군내면 선정비로 22-15        | 한국도로공사 & 서울북부고속도로 |
| 세종포천고속도로 | 신북영업소       | 경기도 포천시 군내면 반월산성로 204-102    | 한국도로공사 & 서울북부고속도로 |

### 고속도로 제35호선
| 고속도로         | 영업소 이름    | 주소                                                                             | 운영사       |
| ---------------- | -------------- | -------------------------------------------------------------------------------- | ------------ |
| 통영대전고속도로 | 통영영업소     | 경상남도 통영시 용남면 기호로 25-52                                              | 한국도로공사 |
| 통영대전고속도로 | 북통영영업소   | 경상남도 통영시 광도면 남해안대로 1227                                           | 한국도로공사 |
| 통영대전고속도로 | 동고성영업소   | 경상남도 고성군 거류면 송산로 421                                                | 한국도로공사 |
| 통영대전고속도로 | 고성영업소     | 경상남도 고성군 마암면 두호1길 125-19                                            | 한국도로공사 |
| 통영대전고속도로 | 연화산영업소   | 경상남도 고성군 영오면 대가로 2155                                               | 한국도로공사 |
| 통영대전고속도로 | 서진주영업소   | 경상남도 진주시 서장대로 44                                                      | 한국도로공사 |
| 통영대전고속도로 | 단성영업소     | 경상남도 산청군 단성면 통영대전고속도로 72                                       | 한국도로공사 |
| 통영대전고속도로 | 산청영업소     | 경상남도 산청군 금서면 통영대전고속도로 90                                       | 한국도로공사 |
| 통영대전고속도로 | 생초영업소     | 경상남도 산청군 생초면 통영대전고속도로 98                                       | 한국도로공사 |
| 통영대전고속도로 | 지곡영업소     | 경상남도 함양군 지곡면 함양로 2243                                               | 한국도로공사 |
| 통영대전고속도로 | 서상영업소     | 경상남도 함양군 서상면 서상로 111                                                | 한국도로공사 |
| 통영대전고속도로 | 덕유산영업소   | 전라북도 무주군 안성면 장무로 1743                                               | 한국도로공사 |
| 통영대전고속도로 | 무주영업소     | 전라북도 무주군 무주읍 무주로 1762                                               | 한국도로공사 |
| 통영대전고속도로 | 금산영업소     | 충청남도 금산군 제원면 인삼로 489                                                | 한국도로공사 |
| 통영대전고속도로 | 추부영업소     | 충청남도 금산군 추부면 금산로 2632                                               | 한국도로공사 |
| 통영대전고속도로 | 남대전영업소   | 대전광역시 동구 통영대전고속도로 206                                             | 한국도로공사 |
| 통영대전고속도로 | 판암영업소     | 대전광역시 동구 통영대전고속도로 211                                             | 한국도로공사 |
| 중부고속도로     | 서청주영업소   | 충청북도 청주시 흥덕구 직지대로 219                                              | 한국도로공사 |
| 중부고속도로     | 오창영업소     | 충청북도 청주시 청원구 오창읍 중부고속도로 14                                    | 한국도로공사 |
| 중부고속도로     | 증평영업소     | 충청북도 청주시 청원구 오창읍 중부고속도로 24                                    | 한국도로공사 |
| 중부고속도로     | 진천영업소     | 충청북도 진천군 진천읍 덕금로 192                                                | 한국도로공사 |
| 중부고속도로     | 대소영업소     | 충청북도 음성군 대소면 대금로 185-23                                             | 한국도로공사 |
| 중부고속도로     | 삼성영업소     | 충청북도 음성군 삼성면 금일로 1101-71 / 충청북도 음성군 삼성면 중부고속도로 52-1 | 한국도로공사 |
| 중부고속도로     | 일죽영업소     | 경기도 안성시 일죽면 서동대로 7227                                               | 한국도로공사 |
| 중부고속도로     | 남이천영업소   | 경기도 이천시 모가면 공원로 31                                                   | 한국도로공사 |
| 중부고속도로     | 서이천영업소   | 경기도 이천시 마장면 서이천로 663                                                | 한국도로공사 |
| 중부고속도로     | 신둔영업소     | 경기도 이천시 신둔면 서이천로853번길 346-129                                     | 한국도로공사 |
| 중부고속도로     | 곤지암영업소   | 경기도 광주시 곤지암읍 경충대로 811-73                                           | 한국도로공사 |
| 중부고속도로     | 경기광주영업소 | 경기도 광주시 남한산성면 해공로 55                                               | 한국도로공사 |
| 중부고속도로     | 동서울영업소   | 경기도 하남시 중부고속도로 115                                                   | 한국도로공사 |
| 중부고속도로     | 하남영업소     | 경기도 하남시 중부고속도로 116                                                   | 한국도로공사 |

### 고속도로 제37호선
| 고속도로        | 영업소 이름 | 주소                                         | 운영사       |
| --------------- | ----------- | -------------------------------------------- | ------------ |
| 제2중부고속도로 | 신둔영업소  | 경기도 이천시 신둔면 서이천로853번길 346-129 | 한국도로공사 |

### 고속도로 제45호선
| 고속도로         | 영업소 이름    | 주소                                               | 운영사       |
| ---------------- | -------------- | -------------------------------------------------- | ------------ |
| 중부내륙고속도로 | 내서영업소     | 경상남도 창원시 마산회원구 내서읍 유통단지로 35-17 | 한국도로공사 |
| 중부내륙고속도로 | 칠원영업소     | 경상남도 함안군 칠원읍 오곡로 158-2                | 한국도로공사 |
| 중부내륙고속도로 | 칠서영업소     | 경상남도 함안군 칠서면 유성로 13                   | 한국도로공사 |
| 중부내륙고속도로 | 남지영업소     | 경상남도 창녕군 남지읍 낙동로 637                  | 한국도로공사 |
| 중부내륙고속도로 | 영산영업소     | 경상남도 창녕군 영산면 영산도천로 549              | 한국도로공사 |
| 중부내륙고속도로 | 창녕영업소     | 경상남도 창녕군 창녕읍 우포1대로 1513              | 한국도로공사 |
| 중부내륙고속도로 | 현풍영업소     | 대구광역시 달성군 현풍읍 중부내륙지선고속도로 2    | 한국도로공사 |
| 중부내륙고속도로 | 남성주영업소   | 경상북도 성주군 용암면 중부내륙고속도로 74         | 한국도로공사 |
| 중부내륙고속도로 | 성주영업소     | 경상북도 성주군 대가면 중부내륙고속도로 85         | 한국도로공사 |
| 중부내륙고속도로 | 남김천영업소   | 경상북도 김천시 남면 중부내륙고속도로 104          | 한국도로공사 |
| 중부내륙고속도로 | 선산영업소     | 경상북도 구미시 선산읍 중부내륙고속도로 124        | 한국도로공사 |
| 중부내륙고속도로 | 상주영업소     | 경상북도 상주시 영남제일로 1246-51                 | 한국도로공사 |
| 중부내륙고속도로 | 북상주영업소   | 경상북도 상주시 공검면 경상대로 4320-49            | 한국도로공사 |
| 중부내륙고속도로 | 점촌함창영업소 | 경상북도 상주시 함창읍 문경대로 331-83             | 한국도로공사 |
| 중부내륙고속도로 | 문경새재영업소 | 경상북도 문경시 마성면 중부내륙고속도로 180        | 한국도로공사 |
| 중부내륙고속도로 | 연풍영업소     | 충청북도 괴산군 연풍면 중부내륙고속도로 195        | 한국도로공사 |
| 중부내륙고속도로 | 괴산영업소     | 충청북도 괴산군 장연면 중부내륙고속도로 209        | 한국도로공사 |
| 중부내륙고속도로 | 충주영업소     | 충청북도 충주시 대소원면 중부내륙고속도로 225      | 한국도로공사 |
| 중부내륙고속도로 | 중앙탑영업소   | 충청북도 충주시 중앙탑면 중부내륙고속도로 231      | 한국도로공사 |
| 중부내륙고속도로 | 북충주영업소   | 충청북도 충주시 노은면 중부내륙고속도로 234        | 한국도로공사 |
| 중부내륙고속도로 | 감곡영업소     | 충청북도 음성군 감곡면 가곡로 193-27               | 한국도로공사 |
| 중부내륙고속도로 | 남여주영업소   | 경기도 여주시 능서면 중부내륙고속도로 270          | 한국도로공사 |
| 중부내륙고속도로 | 서여주영업소   | 경기도 여주시 능서면 중부대로 2531                 | 한국도로공사 |
| 중부내륙고속도로 | 북여주영업소   | 경기도 여주시 흥천면 이여로 1032                   | 한국도로공사 |
| 중부내륙고속도로 | 남양평영업소   | 경기도 양평군 강상면 지례1길 43-46                 | 한국도로공사 |
| 중부내륙고속도로 | 양평영업소     | 경기도 양평군 옥천면 경강로 1401                   | 한국도로공사 |

### 고속도로 제55호선
| 고속도로     | 영업소 이름    | 주소                                         | 운영사             |
| ------------ | -------------- | -------------------------------------------- | ------------------ |
| 중앙고속도로 | 대동영업소     | 경상남도 김해시 대동면 대동로 756-118        | 한국도로공사       |
| 중앙고속도로 | 김해부산영업소 | 경상남도 김해시 대동면 동북로 305            | 신대구부산고속도로 |
| 중앙고속도로 | 상동영업소     | 경상남도 김해시 상동면 상동로685번길 22      | 신대구부산고속도로 |
| 중앙고속도로 | 삼랑진영업소   | 경상남도 밀양시 삼랑진읍 삼랑진로 302        | 신대구부산고속도로 |
| 중앙고속도로 | 남밀양영업소   | 경상남도 밀양시 상남면 대성길 132-24         | 신대구부산고속도로 |
| 중앙고속도로 | 밀양영업소     | 경상남도 밀양시 산외면 산외로 42-58          | 신대구부산고속도로 |
| 중앙고속도로 | 청도영업소     | 경상북도 청도군 청도읍 안송읍길 27-40        | 신대구부산고속도로 |
| 중앙고속도로 | 수성영업소     | 대구광역시 수성구 월드컵로 90                | 신대구부산고속도로 |
| 중앙고속도로 | 대구영업소     | 대구광역시 수성구 중앙고속도로 88            | 신대구부산고속도로 |
| 중앙고속도로 | 동대구영업소   | 대구광역시 동구 화랑로100길 61               | 신대구부산고속도로 |
| 중앙고속도로 | 북대구영업소   | 대구광역시 북구 서변남로 121                 | 한국도로공사       |
| 중앙고속도로 | 칠곡영업소     | 대구광역시 북구 관음로 41                    | 한국도로공사       |
| 중앙고속도로 | 다부영업소     | 경상북도 칠곡군 가산면 호국로 1420           | 한국도로공사       |
| 중앙고속도로 | 가산영업소     | 경상북도 칠곡군 가산면 송신로 54             | 한국도로공사       |
| 중앙고속도로 | 군위영업소     | 대구광역시 군위군 군위읍 경북대로 3313       | 한국도로공사       |
| 중앙고속도로 | 의성영업소     | 경상북도 의성군 봉양면 경북대로 4306-35      | 한국도로공사       |
| 중앙고속도로 | 남안동영업소   | 경상북도 안동시 일직면 간평길 324            | 한국도로공사       |
| 중앙고속도로 | 서안동영업소   | 경상북도 안동시 풍산읍 경서로 4548           | 한국도로공사       |
| 중앙고속도로 | 예천영업소     | 경상북도 예천군 보문면 보문로 716            | 한국도로공사       |
| 중앙고속도로 | 영주영업소     | 경상북도 영주시 장수면 장수로 2              | 한국도로공사       |
| 중앙고속도로 | 풍기영업소     | 경상북도 영주시 봉현면 소백로 1648-25        | 한국도로공사       |
| 중앙고속도로 | 단양영업소     | 충청북도 단양군 대강면 단양로 2              | 한국도로공사       |
| 중앙고속도로 | 북단양영업소   | 충청북도 단양군 적성면 적성로 183-30         | 한국도로공사       |
| 중앙고속도로 | 남제천영업소   | 충청북도 제천시 금성면 양월로 174            | 한국도로공사       |
| 중앙고속도로 | 제천영업소     | 충청북도 제천시 봉양읍 북부로11길 77-32      | 한국도로공사       |
| 중앙고속도로 | 신림영업소     | 강원특별자치도 원주시 신림면 신림황둔로 74   | 한국도로공사       |
| 중앙고속도로 | 남원주영업소   | 강원특별자치도 원주시 지니기길 35            | 한국도로공사       |
| 중앙고속도로 | 북원주영업소   | 강원특별자치도 원주시 호저면 평천1길 24-23   | 한국도로공사       |
| 중앙고속도로 | 횡성영업소     | 강원특별자치도 횡성군 횡성읍 중앙고속도로 51 | 한국도로공사       |
| 중앙고속도로 | 홍천영업소     | 강원특별자치도 홍천군 홍천읍 설악로 1351-20  | 한국도로공사       |
| 중앙고속도로 | 춘천영업소     | 강원특별자치도 춘천시 동내면 고은길 88       | 한국도로공사       |

### 고속도로 제65호선
| 고속도로     | 영업소 이름          | 주소                                             | 운영사                          |
| ------------ | -------------------- | ------------------------------------------------ | ------------------------------- |
| 동해고속도로 | 동부산영업소         | 부산광역시 기장군 기장읍 소정길 13               | 한국도로공사 & 부산울산고속도로 |
| 동해고속도로 | 해운대송정영업소     | 부산광역시 기장군 기장읍 기장대로 116-125        | 한국도로공사 & 부산울산고속도로 |
| 동해고속도로 | 기장일광영업소       | 부산광역시 기장군 일광읍 기장대로 909-45         | 한국도로공사 & 부산울산고속도로 |
| 동해고속도로 | 장안영업소           | 부산광역시 기장군 장안읍 기장대로 1561-67        | 한국도로공사 & 부산울산고속도로 |
| 동해고속도로 | 온양영업소           | 울산광역시 울주군 온양읍 광청로 796-20           | 한국도로공사 & 부산울산고속도로 |
| 동해고속도로 | 청량영업소           | 울산광역시 울주군 청량읍 남창로 1181             | 한국도로공사 & 부산울산고속도로 |
| 동해고속도로 | 문수영업소           | 울산광역시 울주군 청량읍 웅촌로 1110             | 한국도로공사 & 부산울산고속도로 |
| 동해고속도로 | 울산영업소           | 울산광역시 울주군 범서읍 백천2길 43              | 한국도로공사 & 부산울산고속도로 |
| 동해고속도로 | 범서영업소           | 울산광역시 울주군 범서읍 갈매정길 64-24          | 한국도로공사                    |
| 동해고속도로 | 남경주영업소         | 경상북도 경주시 외동읍 산업로 2563-38            | 한국도로공사                    |
| 동해고속도로 | 동경주영업소         | 경상북도 경주시 문무대왕면 지저남동길 109-64     | 한국도로공사                    |
| 동해고속도로 | 남포항영업소         | 경상북도 포항시 남구 오천읍 정몽주로39번길 56-27 | 한국도로공사                    |
| 동해고속도로 | 근덕영업소           | 강원특별자치도 삼척시 근덕면 심방금계길 179      | 한국도로공사                    |
| 동해고속도로 | 삼척영업소           | 강원특별자치도 삼척시 오십천로 121               | 한국도로공사                    |
| 동해고속도로 | 동해영업소           | 강원특별자치도 동해시 동해대로 5249              | 한국도로공사                    |
| 동해고속도로 | 망상영업소           | 강원특별자치도 동해시 동해대로 6099              | 한국도로공사                    |
| 동해고속도로 | 옥계영업소           | 강원특별자치도 강릉시 옥계면 동해고속도로 321    | 한국도로공사                    |
| 동해고속도로 | 남강릉영업소         | 강원특별자치도 강릉시 구정면 동해고속도로 340    | 한국도로공사                    |
| 동해고속도로 | 강릉영업소           | 강원특별자치도 강릉시 성산면 동해고속도로 348    | 한국도로공사                    |
| 동해고속도로 | 북강릉영업소         | 강원특별자치도 강릉시 사천면 동해고속도로 358    | 한국도로공사                    |
| 동해고속도로 | 남양양영업소         | 강원특별자치도 양양군 현남면 지경길 76           | 한국도로공사                    |
| 동해고속도로 | 하조대영업소         | 강원특별자치도 양양군 현북면 말곡길 53-41        | 한국도로공사                    |
| 동해고속도로 | 양양영업소           | 강원특별자치도 양양군 서면 곰밭길 175-32         | 한국도로공사                    |
| 동해고속도로 | 북양양(설악산)영업소 | 강원특별자치도 양양군 강현면 장재터로 259-80     | 한국도로공사                    |
| 동해고속도로 | 속초영업소           | 강원특별자치도 속초시 미시령로 2864              | 한국도로공사                    |

## 동서

### 고속도로 제10호선
| 고속도로     | 영업소 이름      | 주소                                         | 운영사       |
| ------------ | ---------------- | -------------------------------------------- | ------------ |
| 남해고속도로 | 서영암영업소     | 전라남도 영암군 서호면 남해고속도로 5        | 한국도로공사 |
| 남해고속도로 | 강진무위사영업소 | 전라남도 강진군 성전면 남해고속도로 20       | 한국도로공사 |
| 남해고속도로 | 장흥영업소       | 전라남도 장흥군 부산면 남해고속도로 38       | 한국도로공사 |
| 남해고속도로 | 보성영업소       | 전라남도 보성군 미력면 남해고속도로 62       | 한국도로공사 |
| 남해고속도로 | 벌교영업소       | 전라남도 보성군 벌교읍 남해고속도로 79       | 한국도로공사 |
| 남해고속도로 | 고흥영업소       | 전라남도 고흥군 동강면 고흥로 4823-17        | 한국도로공사 |
| 남해고속도로 | 남순천영업소     | 전라남도 순천시 별량면 남해고속도로 98       | 한국도로공사 |
| 남해고속도로 | 순천만영업소     | 전라남도 순천시 남해고속도로 101             | 한국도로공사 |
| 남해고속도로 | 서순천영업소     | 전라남도 순천시 서면 남해고속도로 122        | 한국도로공사 |
| 남해고속도로 | 순천영업소       | 전라남도 순천시 서면 남해고속도로 126        | 한국도로공사 |
| 남해고속도로 | 광양영업소       | 전라남도 광양시 광양읍 백운로 83-21          | 한국도로공사 |
| 남해고속도로 | 동광양영업소     | 전라남도 광양시 중양길 47                    | 한국도로공사 |
| 남해고속도로 | 옥곡영업소       | 전라남도 광양시 옥곡면 강변로 434-37         | 한국도로공사 |
| 남해고속도로 | 진월영업소       | 전라남도 광양시 진월면 백운1로 523-31        | 한국도로공사 |
| 남해고속도로 | 하동영업소       | 경상남도 하동군 금남면 섬진강대로 950        | 한국도로공사 |
| 남해고속도로 | 진교영업소       | 경상남도 하동군 진교면 경충로 1155-27        | 한국도로공사 |
| 남해고속도로 | 곤양영업소       | 경상남도 사천시 곤양면 곤양로 70-65          | 한국도로공사 |
| 남해고속도로 | 축동영업소       | 경상남도 사천시 축동면 서삼로 1063-55        | 한국도로공사 |
| 남해고속도로 | 사천영업소       | 경상남도 사천시 축동면 사천대로 2189         | 한국도로공사 |
| 남해고속도로 | 진주영업소       | 경상남도 진주시 남해고속도로 194-1           | 한국도로공사 |
| 남해고속도로 | 문산영업소       | 경상남도 진주시 문산읍 동진로 645            | 한국도로공사 |
| 남해고속도로 | 진성영업소       | 경상남도 진주시 진성면 동부로 1359-15        | 한국도로공사 |
| 남해고속도로 | 지수영업소       | 경상남도 진주시 지수면 용봉로 7-30           | 한국도로공사 |
| 남해고속도로 | 군북영업소       | 경상남도 함안군 군북면 함마대로 395          | 한국도로공사 |
| 남해고속도로 | 장지영업소       | 경상남도 함안군 군북면 장백로 308            | 한국도로공사 |
| 남해고속도로 | 함안영업소       | 경상남도 함안군 가야읍 함안대로 703-55       | 한국도로공사 |
| 남해고속도로 | 북창원영업소     | 경상남도 창원시 의창구 북면 천주로 406-80    | 한국도로공사 |
| 남해고속도로 | 동창원영업소     | 경상남도 창원시 의창구 동읍 의창대로 1082-52 | 한국도로공사 |
| 남해고속도로 | 진례진영영업소   | 경상남도 김해시 진영읍 서부로 337            | 한국도로공사 |
| 남해고속도로 | 서김해영업소     | 경상남도 김해시 골든루트로66번길 160         | 한국도로공사 |
| 남해고속도로 | 동김해영업소     | 경상남도 김해시 남해고속도로 278             | 한국도로공사 |
| 남해고속도로 | 북부산영업소     | 부산광역시 강서구 남해고속도로 281           | 한국도로공사 |

### 고속도로 제12호선
| 고속도로         | 영업소 이름    | 주소                                        | 운영사       |
| ---------------- | -------------- | ------------------------------------------- | ------------ |
| 무안광주고속도로 | 무안공항영업소 | 전라남도 무안군 현경면 무안광주고속도로 5   | 한국도로공사 |
| 무안광주고속도로 | 동함평영업소   | 전라남도 함평군 학교면 무안광주고속도로 16  | 한국도로공사 |
| 무안광주고속도로 | 문평영업소     | 전라남도 나주시 문평면 무안광주고속도로 20  | 한국도로공사 |
| 무안광주고속도로 | 나주영업소     | 전라남도 나주시 노안면 무안광주고속도로 31  | 한국도로공사 |
| 무안광주고속도로 | 서광산영업소   | 광주광역시 광산구 연산로 2                  | 한국도로공사 |
| 무안광주고속도로 | 동광산영업소   | 광주광역시 광산구 무안광주고속도로 38       | 한국도로공사 |
| 광주대구고속도로 | 동광주영업소   | 광주광역시 북구 호남고속도로 70             | 한국도로공사 |
| 광주대구고속도로 | 담양영업소     | 전라남도 담양군 무정면 광주대구고속도로 11  | 한국도로공사 |
| 광주대구고속도로 | 순창영업소     | 전라북도 순창군 순창읍 성현길 35            | 한국도로공사 |
| 광주대구고속도로 | 남원영업소     | 전라북도 남원시 충정로 285-23               | 한국도로공사 |
| 광주대구고속도로 | 동남원영업소   | 전라북도 남원시 산동면 광주대구고속도로 67  | 한국도로공사 |
| 광주대구고속도로 | 지리산영업소   | 전라북도 남원시 아영면 인월장터로 280       | 한국도로공사 |
| 광주대구고속도로 | 서함양영업소   | 경상남도 함양군 병곡면 월암리 26-1          | 한국도로공사 |
| 광주대구고속도로 | 함양영업소     | 경상남도 함양군 함양읍 고운로 333           | 한국도로공사 |
| 광주대구고속도로 | 거창영업소     | 경상남도 거창군 거창읍 광주대구고속도로 121 | 한국도로공사 |
| 광주대구고속도로 | 가조영업소     | 경상남도 거창군 가조면 지산로 1412          | 한국도로공사 |
| 광주대구고속도로 | 해인사영업소   | 경상남도 합천군 야로면 돈평길 34            | 한국도로공사 |
| 광주대구고속도로 | 고령영업소     | 경상북도 고령군 쌍림면 쌍쌍로 951           | 한국도로공사 |
| 광주대구고속도로 | 동고령영업소   | 경상북도 고령군 성산면 성산로 955           | 한국도로공사 |

### 고속도로 제20호선
| 고속도로           | 영업소 이름    | 주소                                            | 운영사       |
| ------------------ | -------------- | ----------------------------------------------- | ------------ |
| 새만금포항고속도로 | 진안영업소     | 전라북도 진안군 진안읍 익산장수고속도로 44      | 한국도로공사 |
| 새만금포항고속도로 | 장수영업소     | 전라북도 장수군 계남면 장무로 2-55              | 한국도로공사 |
| 새만금포항고속도로 | 팔공산영업소   | 대구광역시 동구 도평로 114                      | 한국도로공사 |
| 새만금포항고속도로 | 청통와촌영업소 | 경상북도 영천시 청통면 한티길 76                | 한국도로공사 |
| 새만금포항고속도로 | 북영천영업소   | 경상북도 영천시 매산숲길 123                    | 한국도로공사 |
| 새만금포항고속도로 | 임고영업소     | 경상북도 영천시 임고면 포은로 1051-11           | 한국도로공사 |
| 새만금포항고속도로 | 서포항영업소   | 경상북도 포항시 북구 기계면 대구포항고속도로 60 | 한국도로공사 |
| 새만금포항고속도로 | 포항영업소     | 경상북도 포항시 남구 연일읍 대구포항고속도로 68 | 한국도로공사 |

### 고속도로 제30호선
| 고속도로         | 영업소 이름      | 주소                                               | 운영사       |
| ---------------- | ---------------- | -------------------------------------------------- | ------------ |
| 서산영덕고속도로 | 면천영업소       | 충청남도 당진시 면천면 아미로 33                   | 한국도로공사 |
| 서산영덕고속도로 | 고덕영업소       | 충청남도 예산군 고덕면 서산영덕고속도로 14         | 한국도로공사 |
| 서산영덕고속도로 | 예산수덕사영업소 | 충청남도 예산군 오가면 서산영덕고속도로 25         | 한국도로공사 |
| 서산영덕고속도로 | 신양영업소       | 충청남도 예산군 신양면 서산영덕고속도로 38         | 한국도로공사 |
| 서산영덕고속도로 | 유구영업소       | 충청남도 공주시 유구읍 서산영덕고속도로 48         | 한국도로공사 |
| 서산영덕고속도로 | 마곡사영업소     | 충청남도 공주시 사곡면 서산영덕고속도로 57         | 한국도로공사 |
| 서산영덕고속도로 | 공주영업소       | 충청남도 공주시 서산영덕고속도로 66                | 한국도로공사 |
| 서산영덕고속도로 | 서세종영엄소     | 세종특별자치시 장군면 서산영덕고속도로 74          | 한국도로공사 |
| 서산영덕고속도로 | 남세종영업소     | 세종특별자치시 금남면 서산영덕고속도로 85          | 한국도로공사 |
| 서산영덕고속도로 | 북대전영업소     | 대전광역시 유성구 호남지선고속도로 51              | 한국도로공사 |
| 서산영덕고속도로 | 신탄진영업소     | 대전광역시 대덕구 덕암로 207                       | 한국도로공사 |
| 서산영덕고속도로 | 남청주영업소     | 충청북도 청주시 서원구 남이면 경부고속도로 25      | 한국도로공사 |
| 서산영덕고속도로 | 문의영업소       | 충청북도 청주시 상당구 문의면 서산영덕고속도로 128 | 한국도로공사 |
| 서산영덕고속도로 | 회인영업소       | 충청북도 보은군 회인면 보청대로 3290               | 한국도로공사 |
| 서산영덕고속도로 | 보은영업소       | 충청북도 보은군 보은읍 남부로 4043                 | 한국도로공사 |
| 서산영덕고속도로 | 속리산영업소     | 충청북도 보은군 탄부면 보청대로 985                | 한국도로공사 |
| 서산영덕고속도로 | 구병산영업소     | 충청북도 보은군 마로면 적암길 56-17                | 한국도로공사 |
| 서산영덕고속도로 | 화서영업소       | 경상북도 상주시 화서면 영남제일로 4119-26          | 한국도로공사 |
| 서산영덕고속도로 | 남상주영업소     | 경상북도 상주시 경상대로 2509-51                   | 한국도로공사 |
| 서산영덕고속도로 | 동상주영업소     | 경상북도 상주시 낙동면 구잠2길 11                  | 한국도로공사 |
| 서산영덕고속도로 | 서의성영업소     | 경상북도 의성군 단북면 서부로 1997-19              | 한국도로공사 |
| 서산영덕고속도로 | 북의성영업소     | 경상북도 의성군 단촌면 경북대로 6426-57            | 한국도로공사 |
| 서산영덕고속도로 | 동안동영업소     | 경상북도 안동시 길안면 만음개골길 8                | 한국도로공사 |
| 서산영덕고속도로 | 청송영업소       | 경상북도 청송군 파천면 청송로 5377-59              | 한국도로공사 |
| 서산영덕고속도로 | 동청송영양영업소 | 경상북도 청송군 진보면 경동로 5202-63              | 한국도로공사 |
| 서산영덕고속도로 | 영덕영업소       | 경상북도 영덕군 강구면 서산영덕고속도로 310        | 한국도로공사 |

### 고속도로 제32호선
| 고속도로         | 영업소 이름  | 주소                                             | 운영사           |
| ---------------- | ------------ | ------------------------------------------------ | ---------------- |
| 아산청주고속도로 | 목천영업소   | 충청남도 천안시 동남구 목천읍 종합휴양지로 58-32 | 한국도로공사     |
| 아산청주고속도로 | 서오창영업소 | 충청북도 청주시 청원구 오창읍 두릉유리로 726-60  | 옥산오창고속도로 |

### 고속도로 제40호선
| 고속도로         | 영업소 이름      | 주소                                          | 운영사                      |
| ---------------- | ---------------- | --------------------------------------------- | --------------------------- |
| 평택제천고속도로 | 청북영업소       | 경기도 평택시 청북읍 서해로 1865-90           | 한국도로공사                |
| 평택제천고속도로 | 평택영업소       | 경기도 평택시 청북읍 백봉길 178-54            | 한국도로공사 & 경기고속도로 |
| 평택제천고속도로 | 평택고덕영업소   | 경기도 평택시 고덕면 궁2길 37-84              | 한국도로공사                |
| 평택제천고속도로 | 송탄영업소       | 경기도 평택시 청원로 1744-73                  | 한국도로공사                |
| 평택제천고속도로 | 서안성영업소     | 경기도 안성시 원곡면 평택제천고속도로 25      | 한국도로공사                |
| 평택제천고속도로 | 남안성영업소     | 경기도 안성시 미양면 평택제천고속도로 35      | 한국도로공사                |
| 평택제천고속도로 | 북진천영업소     | 충청북도 진천군 이월면 평택제천고속도로 56    | 한국도로공사                |
| 평택제천고속도로 | 금왕꽃동네영업소 | 충청북도 음성군 금왕읍 맹동산단지원로 349     | 한국도로공사                |
| 평택제천고속도로 | 음성영업소       | 충청북도 음성군 금왕읍 생음대로 1000-67       | 한국도로공사                |
| 평택제천고속도로 | 서충주영업소     | 충청북도 충주시 신니면 평택제천고속도로 78    | 한국도로공사                |
| 평택제천고속도로 | 북충주영업소     | 충청북도 충주시 노은면 중부내륙고속도로 234   | 한국도로공사                |
| 평택제천고속도로 | 동충주영업소     | 충청북도 충주시 엄정면 평택제천고속도로 103-1 | 한국도로공사                |

### 고속도로 제50호선
| 고속도로     | 영업소 이름          | 주소                                          | 운영사       |
| ------------ | -------------------- | --------------------------------------------- | ------------ |
| 영동고속도로 | 군자영업소           | 경기도 시흥시 군자로335번길 36-29             | 한국도로공사 |
| 영동고속도로 | 서안산영업소         | 경기도 안산시 단원구 시흥대로 19-30           | 한국도로공사 |
| 영동고속도로 | 안산영업소           | 경기도 안산시 상록구 오리골길 15-1            | 한국도로공사 |
| 영동고속도로 | 군포영업소           | 경기도 군포시 영동고속도로 26                 | 한국도로공사 |
| 영동고속도로 | 동군포영업소         | 경기도 군포시 영동고속도로 25                 | 한국도로공사 |
| 영동고속도로 | 부곡영업소           | 경기도 의왕시 덕영대로 77                     | 한국도로공사 |
| 영동고속도로 | 북수원영업소         | 경기도 수원시 장안구 영동고속도로 31          | 한국도로공사 |
| 영동고속도로 | 동수원영업소         | 경기도 수원시 영통구 영동고속도로 36          | 한국도로공사 |
| 영동고속도로 | 마성영업소           | 경기도 용인시 처인구 포곡읍 마성로 1          | 한국도로공사 |
| 영동고속도로 | 용인영업소           | 경기도 용인시 처인구 백옥대로 1401-9          | 한국도로공사 |
| 영동고속도로 | 양지영업소           | 경기도 용인시 처인구 양지면 양지로 257        | 한국도로공사 |
| 영동고속도로 | 덕평영업소           | 경기도 이천시 마장면 덕평로 910               | 한국도로공사 |
| 영동고속도로 | 덕평자연휴게소영업소 | 경기도 이천시 마장면 덕이로154번길 287-74     | 한국도로공사 |
| 영동고속도로 | 이천영업소           | 경기도 이천시 부발읍 경충대로2092번길 76-76   | 한국도로공사 |
| 영동고속도로 | 여주영업소           | 경기도 여주시 장여로 1758                     | 한국도로공사 |
| 영동고속도로 | 문막영업소           | 강원특별자치도 원주시 문막읍 원문로 1723      | 한국도로공사 |
| 영동고속도로 | 원주영업소           | 강원특별자치도 원주시 노하길 26               | 한국도로공사 |
| 영동고속도로 | 새말영업소           | 강원특별자치도 횡성군 우천면 영동고속도로 143 | 한국도로공사 |
| 영동고속도로 | 둔내영업소           | 강원특별자치도 횡성군 둔내면 영동고속도로 161 | 한국도로공사 |
| 영동고속도로 | 동둔내영업소         | 강원특별자치도 횡성군 둔내면 청태산로 486     | 한국도로공사 |
| 영동고속도로 | 면온영업소           | 강원특별자치도 평창군 봉평면 태기로 627       | 한국도로공사 |
| 영동고속도로 | 평창영업소           | 강원특별자치도 평창군 용평면 금송길 22        | 한국도로공사 |
| 영동고속도로 | 속사영업소           | 강원특별자치도 평창군 용평면 양지길 30-28     | 한국도로공사 |
| 영동고속도로 | 진부영업소           | 강원특별자치도 평창군 진부면 까치골길 43-8    | 한국도로공사 |
| 영동고속도로 | 대관령영업소         | 강원특별자치도 평창군 대관령면 오리골길 44    | 한국도로공사 |

### 고속도로 제52호선
| 고속도로         | 영업소 이름      | 주소                                                            | 운영사          |
| ---------------- | ---------------- | --------------------------------------------------------------- | --------------- |
| 광주원주고속도로 | 초월영업소       | 경기도 광주시 초월읍 하오개길 24-39                             | 제2영동고속도로 |
| 광주원주고속도로 | 동곤지암영업소   | 경기도 광주시 곤지암읍 광여로 797                               | 제2영동고속도로 |
| 광주원주고속도로 | 흥천이포영업소   | 경기도 여주시 홍천면 이여로 1033                                | 제2영동고속도로 |
| 광주원주고속도로 | 대신영업소       | 경기도 여주시 대신면 여양로 1364                                | 제2영동고속도로 |
| 광주원주고속도로 | 동여주영업소     | 경기도 여주시 북내면 주암길 75 / 경기도 여주시 북내면 주암길 59 | 제2영동고속도로 |
| 광주원주고속도로 | 동양평영업소     | 경기도 양평군 양동면 원양1로 348                                | 제2영동고속도로 |
| 광주원주고속도로 | 서원주영업소     | 강원특별자치도 원주시 지정면 가마골길 21-20                     | 제2영동고속도로 |
| 광주원주고속도로 | 신평분기점영업소 | 강원특별자치도 원주시 지정면 신평석화로 50                      | 제2영동고속도로 |
| 광주원주고속도로 | 원주분기점영업소 | 강원특별자치도 원주시 저금어지길 320-5                          | 제2영동고속도로 |

### 고속도로 제60호선
| 고속도로         | 영업소 이름    | 주소                                           | 운영사                          |
| ---------------- | -------------- | ---------------------------------------------- | ------------------------------- |
| 서울양양고속도로 | 덕소삼패영업소 | 경기도 남양주시 와부읍 수레로115번길 64-50     | 한국도로공사 & 서울춘천고속도로 |
| 서울양양고속도로 | 남양주영업소   | 경기도 남양주시 와부읍 월문천로 280-63         | 한국도로공사 & 서울춘천고속도로 |
| 서울양양고속도로 | 화도영업소     | 경기도 남양주시 화도읍 폭포로 137-50           | 한국도로공사 & 서울춘천고속도로 |
| 서울양양고속도로 | 서종영업소     | 경기도 양평군 서종면 북한강로 1138-27          | 한국도로공사 & 서울춘천고속도로 |
| 서울양양고속도로 | 설악영업소     | 경기도 가평군 설악면 유명로 1584               | 한국도로공사 & 서울춘천고속도로 |
| 서울양양고속도로 | 강촌영업소     | 강원특별자치도 춘천시 남면 한덕발산길 1302-5   | 한국도로공사 & 서울춘천고속도로 |
| 서울양양고속도로 | 남춘천영업소   | 강원특별자치도 춘천시 동산면 종자리로 157-29   | 한국도로공사 & 서울춘천고속도로 |
| 서울양양고속도로 | 동산영업소     | 강원특별자치도 춘천시 동산면 종자리로 275-21   | 한국도로공사 & 서울춘천고속도로 |
| 서울양양고속도로 | 조양영업소     | 강원특별자치도 춘천시 동산면 영서로 542        | 한국도로공사 & 서울춘천고속도로 |
| 서울양양고속도로 | 동홍천영업소   | 강원특별자치도 홍천군 화촌면 성산로44번길 6-17 | 한국도로공사                    |
| 서울양양고속도로 | 내촌영업소     | 강원특별자치도 홍천군 내촌면 장수원로 630-22   | 한국도로공사                    |
| 서울양양고속도로 | 인제영업소     | 강원특별자치도 인제군 상남면 내린천로 3371-31  | 한국도로공사                    |
| 서울양양고속도로 | 서양양영업소   | 강원특별자치도 양양군 서면 구룡령로 2150       | 한국도로공사                    |
| 서울양양고속도로 | 양양영업소     | 강원특별자치도 양양군 서면 곰밭길 175-32       | 한국도로공사                    |

## 순환

### 고속도로 제100호선
| 고속도로              | 영업소 이름      | 주소                                                                                            | 운영사       |
| --------------------- | ---------------- | ----------------------------------------------------------------------------------------------- | ------------ |
| 수도권제1순환고속도로 | 성남영업소       | 경기도 성남시 수정구 산성대로 41                                                                | 한국도로공사 |
| 수도권제1순환고속도로 | 토평영업소       | 경기도 구리시 수도권제1순환고속도로 26                                                          | 한국도로공사 |
| 수도권제1순환고속도로 | 구리남양주영업소 | 경기도 구리시 수도권제1순환고속도로 27                                                          | 한국도로공사 |
| 수도권제1순환고속도로 | 불암산영업소     | 경기도 남양주시 별내3로 109-43                                                                  | 서울고속도로 |
| 수도권제1순환고속도로 | 별내영업소       | 경기도 남양주시 식송1로 146-23                                                                  | 서울고속도로 |
| 수도권제1순환고속도로 | 호원영업소       | 경기도 의정부시 서부로 130                                                                      | 서울고속도로 |
| 수도권제1순환고속도로 | 송추영업소       | 경기도 양주시 장흥면 수도권제1순환고속도로 37 / 경기도 양주시 장흥면 수도권제1순환고속도로 38-1 | 서울고속도로 |
| 수도권제1순환고속도로 | 양주영업소       | 경기도 양주시 장흥면 일영로501번길 373-63                                                       | 서울고속도로 |
| 수도권제1순환고속도로 | 통일로영업소     | 경기도 고양시 덕양구 통일로 457                                                                 | 서울고속도로 |
| 수도권제1순환고속도로 | 고양영업소       | 경기도 고양시 덕양구 독곶이길 201                                                               | 서울고속도로 |
| 수도권제1순환고속도로 | 김포영업소       | 경기도 김포시 김포대로319번길 209-23                                                            | 한국도로공사 |
| 수도권제1순환고속도로 | 시흥영업소       | 경기도 시흥시 서해안로1780번길 94                                                               | 한국도로공사 |
| 수도권제1순환고속도로 | 청계영업소       | 경기도 의왕시 안양판교로 500                                                                    | 한국도로공사 |

### 고속도로 제300호선
| 고속도로             | 영업소 이름  | 주소                                   | 운영사       |
| -------------------- | ------------ | -------------------------------------- | ------------ |
| 대전남부순환고속도로 | 서대전영업소 | 대전광역시 서구 대전남부순환고속도로 2 | 한국도로공사 |
| 대전남부순환고속도로 | 안영영업소   | 대전광역시 중구 대전남부순환고속도로 6 | 한국도로공사 |
| 대전남부순환고속도로 | 판암영업소   | 대전광역시 동구 통영대전고속도로 211   | 한국도로공사 |

### 고속도로 제400호선
| 고속도로              | 영업소 이름      | 주소                                     | 운영사                          |
| --------------------- | ---------------- | ---------------------------------------- | ------------------------------- |
| 수도권제2순환고속도로 | 송산마도영업소   | 경기도 화성시 마도면 평택시흥고속도로 21 | 제2서해안고속도로               |
| 수도권제2순환고속도로 | 정남영업소       | 경기도 화성시 정남면 세자로 197          | 경기고속도로                    |
| 수도권제2순환고속도로 | 북오산영업소     | 경기도 오산시 경기대로636번길 111        | 경기고속도로                    |
| 수도권제2순환고속도로 | 동탄영업소       | 경기도 화성시 동탄기흥로 189             | 경기고속도로                    |
| 수도권제2순환고속도로 | 남청라영업소     | 인천광역시 서구 로봇랜드로 120-60        | 인천김포고속도로                |
| 수도권제2순환고속도로 | 청라원창영업소   | 인천광역시 서구 로봇랜드로 120-80        | 인천김포고속도로                |
| 수도권제2순환고속도로 | 북청라영업소     | 인천광역시 서구 경인항대로 180           | 인천김포고속도로                |
| 수도권제2순환고속도로 | 검단양촌영업소   | 인천광역시 서구 단봉로216번길 64-40      | 인천김포고속도로                |
| 수도권제2순환고속도로 | 대곶영업소       | 경기도 김포시 대곶면 대명항로 173        | 인천김포고속도로                |
| 수도권제2순환고속도로 | 서김포통진영업소 | 경기도 김포시 양촌읍 김포대로 1869       | 인천김포고속도로                |
| 수도권제2순환고속도로 | 옥정영업소       | 경기도 양주시 화합로 1561-233            | 한국도로공사 & 서울북부고속도로 |
| 수도권제2순환고속도로 | 양주영업소       | 경기도 양주시 화합로 1561-31             | 한국도로공사 & 서울북부고속도로 |
| 수도권제2순환고속도로 | 조안영업소       | 경기도 남양주시 조안면 북한강로 826      | 한국도로공사                    |

### 고속도로 제600호선
| 고속도로             | 영업소 이름    | 주소                                       | 운영사                          |
| -------------------- | -------------- | ------------------------------------------ | ------------------------------- |
| 부산외곽순환고속도로 | 진영영업소     | 경상남도 김해시 진영읍 김해대로 653        | 한국도로공사                    |
| 부산외곽순환고속도로 | 한림영업소     | 경상남도 김해시 한림면 한림로 36-49        | 한국도로공사                    |
| 부산외곽순환고속도로 | 광재영업소     | 경상남도 김해시 상동면 상동로197번길 34-73 | 한국도로공사                    |
| 부산외곽순환고속도로 | 김해가야영업소 | 경상남도 김해시 대동면 동남로 400          | 한국도로공사                    |
| 부산외곽순환고속도로 | 금정영업소     | 부산광역시 금정구 신천로35번길 105         | 한국도로공사                    |
| 부산외곽순환고속도로 | 기장철마영업소 | 부산광역시 기장군 철마면 백길리 29         | 한국도로공사                    |
| 부산외곽순환고속도로 | 기장일광영업소 | 부산광역시 기장군 일광읍 기장대로 909-45   | 한국도로공사 & 부산울산고속도로 |

### 고속도로 제700호선
| 고속도로             | 영업소 이름  | 주소                                            | 운영사       |
| -------------------- | ------------ | ----------------------------------------------- | ------------ |
| 대구외곽순환고속도로 | 다사영업소   | 대구광역시 달성군 다사읍 대구외곽순환고속도로 4 | 한국도로공사 |
| 대구외곽순환고속도로 | 북달성영업소 | 대구광역시 달성군 다사읍 대구외곽순환고속도로 7 | 한국도로공사 |
| 대구외곽순환고속도로 | 북다사영업소 | 대구광역시 달성군 다사읍 다사로 320             | 한국도로공사 |
| 대구외곽순환고속도로 | 남칠곡영업소 | 경상북도 칠곡군 지천면 대구외곽순환고속도로 16  | 한국도로공사 |
| 대구외곽순환고속도로 | 지천영업소   | 경상북도 칠곡군 지천면 대구외곽순환고속도로 18  | 한국도로공사 |
| 대구외곽순환고속도로 | 연경영업소   | 대구광역시 북구 연경동 대구외곽순환고속도로 27  | 한국도로공사 |
| 대구외곽순환고속도로 | 파군재영업소 | 대구광역시 동구 대구외곽순환고속도로 30         | 한국도로공사 |
| 대구외곽순환고속도로 | 둔산영업소   | 대구광역시 동구 대구외곽순환고속도로 38         | 한국도로공사 |
| 대구외곽순환고속도로 | 율암영업소   | 대구광역시 동구 대구외곽순환고속도로 39-1       | 한국도로공사 |

## 경인

### 고속도로 제110호선
| 고속도로        | 영업소 이름    | 주소                                    | 운영사              |
| --------------- | -------------- | --------------------------------------- | ------------------- |
| 제2경인고속도로 | 인천대교영업소 | 인천광역시 중구 인천대교고속도로 3      | 인천대교            |
| 제2경인고속도로 | 남인천영업소   | 인천광역시 남동구 음실로117번길 32      | 한국도로공사        |
| 제2경인고속도로 | 안양과천영업소 | 경기도 과천시 삼현로 53-85              | 제2경인연결고속도로 |
| 제2경인고속도로 | 북의왕영업소   | 경기도 의왕시 성고개로 118-40           | 제2경인연결고속도로 |
| 제2경인고속도로 | 북청계영업소   | 경기도 의왕시 옥박골동길 20-15          | 제2경인연결고속도로 |
| 제2경인고속도로 | 북판교영업소   | 경기도 성남시 수정구 제2경인고속도로 44 | 제2경인연결고속도로 |

### 고속도로 제120호선
| 고속도로     | 영업소 이름 | 주소                              | 운영사       |
| ------------ | ----------- | --------------------------------- | ------------ |
| 경인고속도로 | 인천영업소  | 인천광역시 계양구 경인고속도로 17 | 한국도로공사 |

### 고속도로 제130호선
| 고속도로             | 영업소 이름    | 주소                          | 운영사         |
| -------------------- | -------------- | ----------------------------- | -------------- |
| 인천국제공항고속도로 | 북인천영업소   | 인천광역시 서구 경명대로 82   | 신공항하이웨이 |
| 인천국제공항고속도로 | 청라영업소     | 인천광역시 서구 검바위로 109  | 신공항하이웨이 |
| 인천국제공항고속도로 | 인천공항영업소 | 인천광역시 서구 봉수대로 1048 | 신공항하이웨이 |

## 지선

### 고속도로 제102호선
| 고속도로            | 영업소 이름 | 주소                                                                   | 운영사       |
| ------------------- | ----------- | ---------------------------------------------------------------------- | ------------ |
| 남해고속도로제1지선 | 산인영업소  | 경상남도 함안군 산인면 모곡5길 112 / 경상남도 함안군 산인면 신산로 107 | 한국도로공사 |
| 남해고속도로제1지선 | 마산영업소  | 경상남도 창원시 의창구 구암동정길 155                                  | 한국도로공사 |

### 고속도로 제104호선
| 고속도로            | 영업소 이름  | 주소 | 운영사       |
| ------------------- | ------------ | --- | ------------ |
| 남해고속도로제2지선 | 장유영업소   | 경상남도 김해시 장유로324번길 44-43 / 경상남도 김해시 금관대로 531 / 경상남도 김해시 능동로 108 / 경상남도 김해시 삼문로59번길 19 | 한국도로공사 |
| 남해고속도로제2지선 | 서부산영업소 | 경상남도 김해시 남해2지선고속도로 12                                                                                              | 한국도로공사 |
| 남해고속도로제2지선 | 가락영업소   | 부산광역시 강서구 남해2지선고속도로 13                                                                                            | 한국도로공사 |

### 고속도로 제105호선
| 고속도로            | 영업소 이름  | 주소                                      | 운영사              |
| ------------------- | ------------ | ----------------------------------------- | ------------------- |
| 남해고속도로제3지선 | 진해영업소   | 경상남도 창원시 진해구 대장로163번길 21-7 | 부산신항제2배후도로 |
| 남해고속도로제3지선 | 대청영업소   | 경상남도 김해시 율하로 34                 | 부산신항제2배후도로 |
| 남해고속도로제3지선 | 남진례영업소 | 경상남도 김해시 진례면 서부로 987         | 부산신항제2배후도로 |

### 고속도로 제151호선
| 고속도로         | 영업소 이름  | 주소                                       | 운영사       |
| ---------------- | ------------ | ------------------------------------------ | ------------ |
| 서천공주고속도로 | 동서천영업소 | 충청남도 서천군 화양면 서천공주고속도로 1  | 한국도로공사 |
| 서천공주고속도로 | 서부여영업소 | 충청남도 부여군 홍산면 서천공주고속도로 24 | 한국도로공사 |
| 서천공주고속도로 | 부여영업소   | 충청남도 부여군 규암면 서천공주고속도로 32 | 한국도로공사 |
| 서천공주고속도로 | 청양영업소   | 충청남도 청양군 정산면 서천공주고속도로 45 | 한국도로공사 |
| 서천공주고속도로 | 서공주영업소 | 충청남도 공주시 우성면 서천공주고속도로 57 | 한국도로공사 |

### 고속도로 제153호선
| 고속도로         | 영업소 이름    | 주소                                     | 운영사            |
| ---------------- | -------------- | ---------------------------------------- | ----------------- |
| 평택시흥고속도로 | 장안영업소     | 경기도 화성시 장안면 평택시흥고속도로 7  | 제2서해안고속도로 |
| 평택시흥고속도로 | 조암영업소     | 경기도 화성시 우정읍 평택시흥고속도로 10 | 제2서해안고속도로 |
| 평택시흥고속도로 | 송산마도영업소 | 경기도 화성시 마도면 평택시흥고속도로 21 | 제2서해안고속도로 |
| 평택시흥고속도로 | 남안산영업소   | 경기도 안산시 단원구 평택시흥고속도로 36 | 제2서해안고속도로 |
| 평택시흥고속도로 | 서시흥영업소   | 경기도 시흥시 평택시흥고속도로 37        | 제2서해안고속도로 |

### 고속도로 제171호선
| 고속도로         | 영업소 이름  | 주소                                      | 운영사       |
| ---------------- | ------------ | ----------------------------------------- | ------------ |
| 오산화성고속도로 | 서오산영업소 | 경기도 오산시 오산화성고속도로 2          | 경기고속도로 |
| 용인서울고속도로 | 서수지영업소 | 경기도 용인시 수지구 성복1로 260          | 경수고속도로 |
| 용인서울고속도로 | 금토영업소   | 경기도 성남시 수정구 용인서울고속도로 595 | 경수고속도로 |

### 고속도로 제204호선
| 고속도로               | 영업소 이름 | 주소                                       | 운영사       |
| ---------------------- | ----------- | ------------------------------------------ | ------------ |
| 새만금포항고속도로지선 | 완주영업소  | 전라북도 완주군 용진읍 익산장수고속도로 8  | 한국도로공사 |
| 새만금포항고속도로지선 | 소양영업소  | 전라북도 완주군 소양면 익산장수고속도로 18 | 한국도로공사 |

### 고속도로 제251호선
| 고속도로         | 영업소 이름  | 주소                                         | 운영사       |
| ---------------- | ------------ | -------------------------------------------- | ------------ |
| 호남고속도로지선 | 논산영업소   | 충청남도 논산시 연무읍 동안로 1190           | 한국도로공사 |
| 호남고속도로지선 | 양촌영업소   | 충청남도 논산시 양촌면 황산벌로784번길 93-10 | 한국도로공사 |
| 호남고속도로지선 | 계룡영업소   | 충청남도 계룡시 두마면 계룡대로 2            | 한국도로공사 |
| 호남고속도로지선 | 유성영업소   | 대전광역시 유성구 호남지선고속도로 43        | 한국도로공사 |
| 호남고속도로지선 | 북대전영업소 | 대전광역시 유성구 호남지선고속도로 51        | 한국도로공사 |

### 고속도로 제253호선
| 고속도로         | 영업소 이름    | 주소                                       | 운영사       |
| ---------------- | -------------- | ------------------------------------------ | ------------ |
| 고창담양고속도로 | 남고창영업소   | 전라북도 고창군 고수면 고창담양고속도로 3  | 한국도로공사 |
| 고창담양고속도로 | 장성물류영업소 | 전라남도 장성군 서삼면 고창담양고속도로 13 | 한국도로공사 |
| 고창담양고속도로 | 북광주영업소   | 전라남도 담양군 대전면 고창담양고속도로 29 | 한국도로공사 |

### 고속도로 제301호선
| 고속도로         | 영업소 이름      | 주소                                     | 운영사           |
| ---------------- | ---------------- | ---------------------------------------- | ---------------- |
| 영천상주고속도로 | 상주분기점영업소 | 경상북도 상주시 낙동면 장곡1길 146-21    | 상주영천고속도로 |
| 영천상주고속도로 | 도개영업소       | 경상북도 구미시 도개면 도안로 309        | 상주영천고속도로 |
| 영천상주고속도로 | 서군위영업소     | 대구광역시 군위군 소보면 송백로 1285     | 상주영천고속도로 |
| 영천상주고속도로 | 군위분기점영업소 | 대구광역시 군위군 효령면 불곡길 175-33   | 상주영천고속도로 |
| 영천상주고속도로 | 동군위영업소     | 대구광역시 군위군 부계면 치산효령로 1363 | 상주영천고속도로 |
| 영천상주고속도로 | 신녕영업소       | 경상북도 영천시 화산면 신정길 60-40      | 상주영천고속도로 |
| 영천상주고속도로 | 화산분기점영업소 | 경상북도 영천시 화산면 가래실로 257-38   | 상주영천고속도로 |
| 영천상주고속도로 | 동영천영업소     | 경상북도 영천시 포은로 145-30            | 상주영천고속도로 |
| 영천상주고속도로 | 영천분기점영업소 | 경상북도 영천시 북안면 대원당길 94-41    | 상주영천고속도로 |
| 영천상주고속도로 | 북안영업소       | 경상북도 영천시 북안면 돌할매로 128-24   | 상주영천고속도로 |

### 고속도로 제451호선
| 고속도로             | 영업소 이름    | 주소                                                                     | 운영사       |
| -------------------- | -------------- | ------------------------------------------------------------------------ | ------------ |
| 중부내륙고속도로지선 | 현풍영업소     | 대구광역시 달성군 현풍읍 중부내륙지선고속도로 2                          | 한국도로공사 |
| 중부내륙고속도로지선 | 달성영업소     | 대구광역시 달성군 옥포읍 송촌길 229                                      | 한국도로공사 |
| 중부내륙고속도로지선 | 화원옥포영업소 | 대구광역시 달성군 화원읍 비슬로 2335                                     | 한국도로공사 |
| 중부내륙고속도로지선 | 유천영업소     | 대구광역시 달성군 화원읍 구라리 1118-8 / 대구광역시 달서구 대천동 757-32 | 한국도로공사 |
| 중부내륙고속도로지선 | 남대구영업소   | 대구광역시 달서구 중부내륙지선고속도로 23                                | 한국도로공사 |
| 중부내륙고속도로지선 | 서대구영업소   | 대구광역시 서구 가르뱅이로 102-30                                        | 한국도로공사 |

### 고속도로 제551호선
| 고속도로         | 영업소 이름  | 주소                              | 운영사       |
| ---------------- | ------------ | --------------------------------- | ------------ |
| 중앙고속도로지선 | 물금영업소   | 경상남도 양산시 물금읍 제방로 217 | 한국도로공사 |
| 중앙고속도로지선 | 남양산영업소 | 경상남도 양산시 동면 양산대로 565 | 한국도로공사 |

## 같이 보기
- 대한민국의 고속도로 나들목 목록
- 대한민국의 고속도로 분기점 목록